# 富士見産婦人科病院事件
富士見産婦人科病院事件（ふじみさんふじんかびょういんじけん）とは、1980年に埼玉県で発覚した、乱診乱療とされた事件。

## 概要
埼玉県所沢市にあった富士見産婦人科病院（すでに廃院。富士見市にあった富士見産婦人科とは別）は、美容室やアスレチック室、ラウンジなどの施設を持つ一流ホテルを思わせる構えであった。このため、埼玉県内はもとより近県からも多数の妊婦が診察に訪れるなど繁盛していた。
1980年、ある妊婦がこの病院で診察を受け子宮癌を宣告された。しかし他の病院で再度診察を受けた際、全く異常が無いことがわかった。この病院でしか診察を受けていなかった妊婦は病院の診断のまま子宮や卵巣の摘出手術を行われ、健康な子宮や卵巣も摘出していた可能性が疑われた。また、理事長の北野早苗は当時まだ珍しかった超音波検査を行っていたが、医師免許を所持しておらず、これは無資格の診療であったこともその後の調査により明らかとなった。1980年9月10日、傷害容疑で北野早苗が逮捕される。この事件は、1980年9月12日の朝日新聞のスクープとなった。1981年、理事長の妻で医師の北野千賀子院長は、医業停止6か月の処分を受ける。その後7年間に及ぶ裁判の結果、北野早苗に懲役1年6月執行猶予3年、北野千賀子には懲役3月執行猶予6ヵ月の執行猶予付判決が下された。

### 刑事裁判

#### 傷害
浦和地検は健全な臓器を摘出した事件を傷害罪での立件を視野に捜査をしていたが、不起訴とした。不起訴の理由としては、検察庁は「手術の目的の相当性に疑いが残る」ことを認めたものの、「病院という特殊な場での立件は困難」であったと記者会見で説明した。
なお、傷害罪不起訴が確定後の別の訴訟で、このときの県警依頼の鑑定結果が初めて明らかになっている。1983年10月、院長が朝日新聞社に対して名誉毀損の訴訟を起こし、その過程で、傷害罪での鑑定結果が次々と明らかにされたのである。このうち、埼玉県警察本部が押収した臓器40体を鑑定した東京都監察医務院副院長と防衛医科大学校教授（法医学）は鑑定内容一覧表を裁判所に提出し、「四〇体のうち三九体の子宮は富士見病院で子宮筋腫と診断されていたが、実際に筋腫があったのは九体のみ。その九体のうち手術が必要と思えるのは一体だけだったが、それも筋腫核だけを取ればよく、子宮と両卵巣を摘出する必要はなかった。四〇体のうち卵巣のう腫があったのは二例。二例のうち一例の片側は正常だった」と述べた。また、臓器・診療録・摘出臓器写真・卵管造影写真・超音波断層写真の鑑定依頼をうけた慶應病院産婦人科の助教授も証言を行うなどしたものの、この時点では、すでに、傷害罪の公訴時効が成立していた。この事実認定は「学会発表に備える為の子宮摘出手術全例の臓器保存と手術全症例のビデオ撮影記録が決め手となった。なお、「利用目的なくして手術を行ったと証拠からは断定できない」、「病変が全く無く、そのことを医師が承知しながら手術した、とは証拠上断定できない」、「医師から病変を知らされた上で患者は手術に同意した」として不起訴処分としたとする見解も神津康雄から提起されているが、これは、上記名誉毀損訴訟以前の文章を転載するかたちで意見を述べた記載である。

#### 無資格診療
理事長の無資格診療については、理事長が医師法違反、それを見逃していた院長が保助看法違反の容疑でそれぞれ起訴された。
1988年1月、元理事長に懲役1年6か月執行猶予4年、院長に懲役8か月執行猶予3年の有罪判決が確定した。

### 民事訴訟
1981年、元患者の女性ら63人が「正常な子宮などを摘出された」として約14億円の賠償を求める民事訴訟を起こした。
1999年6月、東京地方裁判所は富士見産婦人科病院において行われていたことは「故意による病院ぐるみの不必要な摘出手術」「およそ医療に値しない乱診乱療」と厳しく断罪に値する物と認定して、元理事長夫妻ら7人に賠償を命じる判決を下した。元理事長夫妻は控訴を断念。他の医師のうち1人が1億5000万円の支払いで和解が成立、残る4人が控訴した。
2004年7月、最高裁は4人の医師の上告を棄却した。最終的に元理事長夫妻らと合わせて5億1400万円の支払いを命じる判決が確定した。提訴から23年を経て決着した。

### 医師免許に関する行政処分
被害者は民事訴訟第一審で明らかな過失があると認定され、判決文で「犯罪的」と指摘された医療行為に対して医師免許が取り消されずに、診療所を開設して診療を続けていた医師について、これ以上被害者を出さないために当時の厚生省やその後の厚生労働省に対して粘り強い働きかけを続け、1999年8月30日開催の医道審議会で院長らの医師免許剥奪処分を行うよう要望書を出した。
一方で、院長の人徳を慕う患者達も活動を続け、約1000名の署名簿が添えられた事件及び患者達の心情を切々と綴った陳情書も提出された。医道審議会はこれを受理し、結局審議は見送られ、3回の医道審議会を経た後、2000年11月14日、「検察庁は傷害事件を立件しておらず、厚生省も犯罪を認定できるだけの調査ができなかった」という結論を発表して、院長ら医師について処分しないことが一度は正式に決定された。当時は、医道審議会に刑事事件で立件されていないものは医師免許を取り消さないというルールが事実上あったとされている。これらの一連の過程の中、元理事長と元院長の夫妻は所沢市で新たな病院を経営し診療に当たる一方、著書を出版して富士見産婦人科で行った治療の正統性を訴えていた。
この決定に対して被害者は強く反発し、その活動が実を結ぶ形で、2002年12月13日に、医道審医道分科会は、刑事事件とならなかった医療過誤についても、医療を提供する体制や行為時点における医療の水準に照らして、明白な注意義務違反が認められる場合などについては、処分の対象として取り扱うものとする、と発表した。2005年3月2日、医道審は前年に確定した民事裁判の結果をふまえて、元院長（当時78歳）について医師免許取り消し処分とし、勤務医3人を2年～6か月の業務停止とする行政処分を決めた。事件発覚から25年経過していた。民事判決の認定に基づき、医師免許に関する処分が行われるのは初めてであった。また、医療行為そのものが問題視されて医師免許が取り消されたのもこれが初めてであった。
元院長は「当時の医学水準からすればいずれも手術は必要だった」と主張して、免許取り消し処分の無効を求めて訴訟を起こしたが、2009年5月28日に最高裁判所は免許取り消し処分を認める判決を確定した。2011年に元院長は免許取り消し処分の無効と医師免許の再交付を求めて行政訴訟を起こしたが、2013年6月27日に東京地方裁判所（川神裕裁判長）はこの訴えを退けた。「問題とされた手術は正当だった」という元院長の主張に対し、判決は「違法性が極めて大きな手術だった」として取り消し処分を適法とした。

### 政治的影響
さまざまな調査報道がなされる中、院長が当時の鈴木善幸内閣で厚生大臣を務めていた自由民主党の齋藤邦吉や、かつて自治大臣兼国家公安委員会委員長で自由民主党の渋谷直蔵に政治献金をしていた事が発覚した。医療行政を所管する現職の厚生大臣だった齋藤の政治資金受領は特に問題視され、朝日新聞のスクープから1週間後の1980年9月19日に齋藤は引責辞任した。

## 様々な見解
- 医師の神津康雄は2001年の寄稿記事で、この事件が「捏造」であったと見なした。「現在までもしばしば見られるマスコミの商業報道による大々的な『医療叩き』作戦は、この事件を契機として開始したものである」と主張し、「そのような商業報道による社会の憤激は、旧厚生省が1980年より医療費適正化推進対策本部を設けて低医療費政策を強引に推し進めるために利用された形となった」と主張した[4]。
- 佐藤伸雄は「富士見産婦人科は超音波画像診断を他院に先駆けて導入していたため、病変の発見率が向上して臓器摘出数が増加し、それが疑惑を生んだ可能性がある」とした[11]。しかし、富士見産婦人科病院では、理事長（非医師）が装置の操作および診断をおこなっており、診断内容については、県警が押収した画像についての鑑定も行われ、鑑定を行った医師が、その後の名誉毀損訴訟で、「しかし、なんらかの病変があってもこの程度（富士見病院の患者の場合）では自分もほかの産婦人科医も手術しない」との証言を行った[3]。

## その他
- 事件の当事者である北野早苗は、1925年（大正14年）6月に福島県で生まれた。小説家の中山義秀は叔父にあたる[12]。1940年（昭和15年）4月、早苗は小学校卒業後に海軍に入隊し、パイロットとなるが、1944年（昭和19年）10月7日、レイテ島沖での戦闘で撃墜される。撃墜時、早苗は火達磨になって海上に墜落し[13]、その際負った火傷療養中に終戦を迎える。終戦後は、自身の戦争体験から人間の命の誕生を考え、産婦人科の臨床学を主体に報道する医療専門紙を発行する新聞社を興した[14]。その後産婦人科医の千賀子と結婚し、病院経営を手伝う病院理事長になった[15]。
- 北野早苗は1980年9月10日に逮捕されたが、本来であれば傷害容疑で1979年1月4日に逮捕状が執行される予定だった。しかし、富士見病院の顧問で、元警察署長の山田氏の仲介により、条件付きで逮捕を揉み消してもらったと自著で主張している[16]。
- 2005年6月5日、医療改革を25年間訴え続けてきた被害者同盟は、女性の健康や権利の確立を目指して活動している個人や団体に贈られる「加藤シヅエ賞」を受賞した。